# Бокій Григорій Петрович
Григорій Петрович Бокій (25 грудня 1928, с. Іванівка — 6 жовтня 2024, с. Обільне) — радянський механізатор, Герой Соціалістичної Праці (1970).

## Життєпис
У 1945 працював у колгоспі. У 1948 поступив в радгосп «Гірник», закінчив тримісячні курси трактористів при Старобешевській МТС. До 1950 пропрацював трактористом.
У 1950—1952 — у лавах Радянської Армії. Після повернення влаштувався на роботу до Старобешевської МТС.
З 1954 проживав у с. Обільне. Працював на багатьох марках тракторів, навіть військового випуску. У період з 1965 по 1970 за високу врожайність по вирощуванню кукурудзи — 48 центнерів з одного гектара, Указом Президії Верховної Ради СРСР від 8 квітня 1970 був удостоєний звання Героя Соціалістичної Праці.
З 1971 по 1989 працював бригадиром в колгоспі «Зоря».
З 1989 — на пенсії.
Помер 6 жовтня 2024 року у віці 96 років.

## Нагороди
- Герой Соціалістичної Праці (08.04.1970)